# Modulationsübertragungsfunktion
Die Modulationsübertragungsfunktion (auch Modulationstransferfunktion (MTF, englisch Modulation Transfer Function) oder Kontrastübertragungsfunktion) ist die mathematische Beschreibung des Vergleiches zwischen dem Detailkontrast an Kanten eines Objektes und dem Detailkontrast dessen bildlicher Darstellung. Es wird immer ein Detailkontrastverlust festgestellt. Dies ist nicht zu verwechseln mit dem Kontrast im allgemeinen Sprachgebrauch, wie er sich durch Bildbearbeitung (oder in der chemischen Fotografie z. B. durch die Wahl des Papiers) beliebig verändern, insbes. sogar über den Motiv-Originalkontrast hinaus erhöhen, lässt.

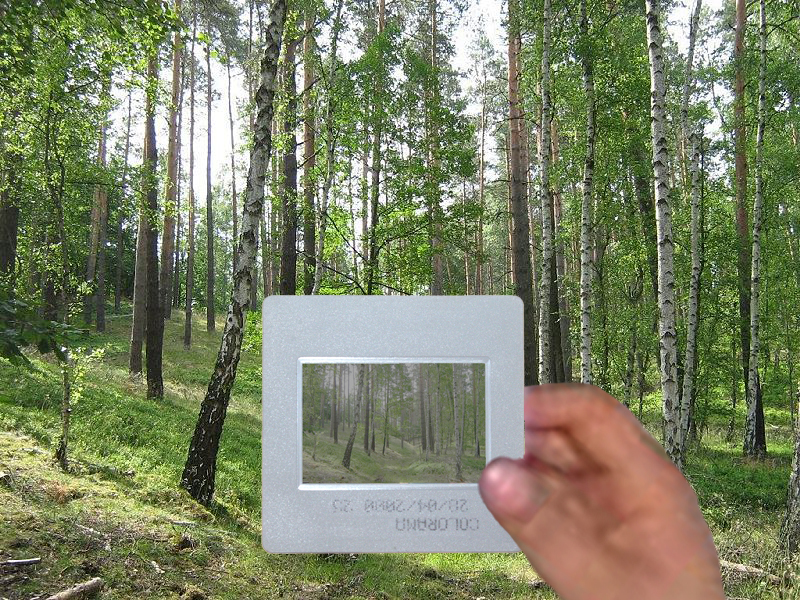
Durch das bildgebende System (Objektiv, Kamera, Teleskop, Fotolabor, Dia usw.) entsteht immer ein Detailkontrastverlust. Während beim gescannten Dia durch Bildbearbeitung der bildglobale Kontrast verringert wurde (hier nicht von Interesse), erkennt man im Hauptbild eine Schwächung des Detailkontrasts (insbes. der Äste im Himmels-Gegenlicht).

## Prinzip

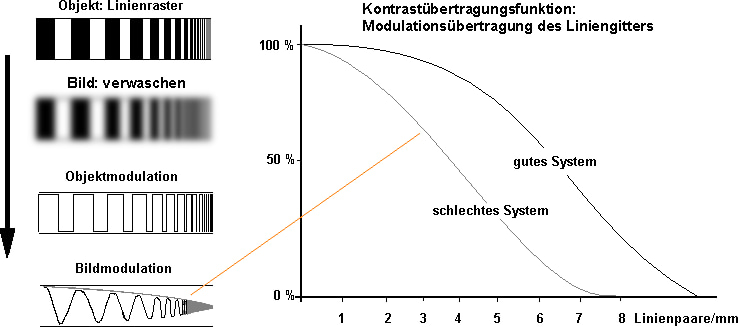
Modulationsübertragungsfunktion, grafische Darstellung

Das kontrastreiche Linienraster eines Objektes hat (siehe rechte Grafik) in der bildlichen Darstellung an Kontrast verloren (verwaschen). In der mathematischen Darstellung entspricht das Linienraster (des Objektes) einem eckigen Kurvenverlauf Objektmodulation.
Durch den Kontrastverlust verändert sich dieser Kurvenverlauf. Der neue Kurvenverlauf (des Bildes mit dem Kontrastverlust) wird idealisiert als Sinuskurve dargestellt (Bildmodulation).
Mit Modulation ist in diesem Zusammenhang gemeint:
- die mathematische Darstellung eines Signals (in diesem Fall eines optischen Signals).
- die Veränderung des Signals (durch das bildgebende System).

Beide Modulationen (Objekt- und Bildmodulation) werden miteinander verglichen. Das Ergebnis drückt die Höhe des Kontrastverlustes aus.
Mit der Heynacher-Zahl (nach E. Heynacher von Carl Zeiss) wird versucht, die Modulationsübertragungsfunktion auf das Sehvermögen des menschlichen Auges zu beziehen. Eine andere psychophysikalisch begründete Größe ist SQF (Subjective Quality Factor).

## Mathematische Beschreibung
{\displaystyle \mathrm {MTF} (f)={\frac {\mathrm {Bildkontrast} (f)}{\mathrm {Objektkontrast} (f)}}}
mit f, der Ortsfrequenz der Modulation.
Das Ergebnis ist ein Zählmaß mit folgenden Eigenschaften:
- Vorteil: Vergleichbarkeit von Messergebnissen
- Nachteil: Die Messergebnisse setzen idealisierte Bedingungen voraus.[3]

## Spezifikationen

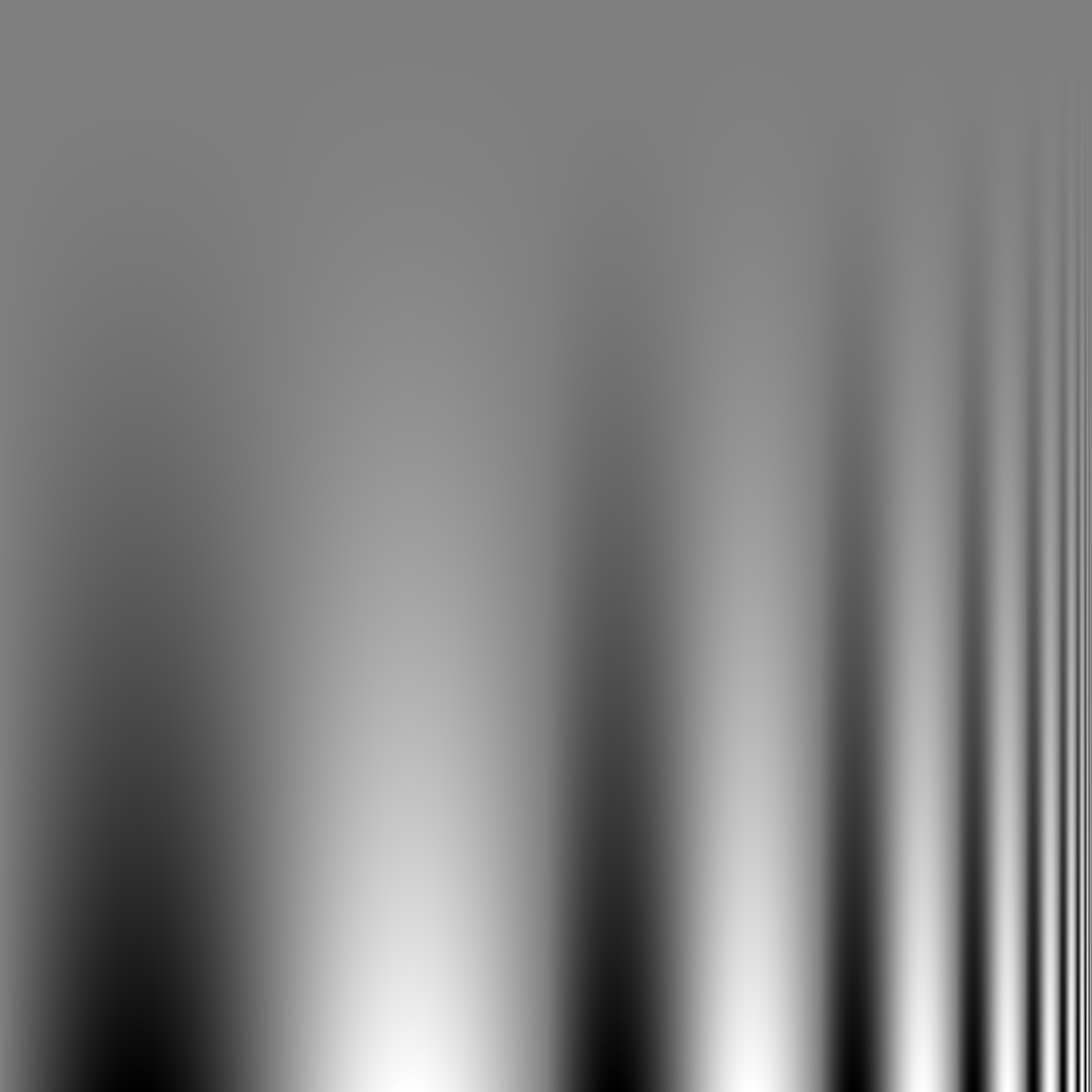
Die Modulationsübertragungsfunktion eines Betrachters kann mit einer zweidimensionalen, sinusförmigen und amplitudenmodulierten Objektvorlage abgeschätzt werden. Die Ortsfrequenz steigt in der originalen Bildauflösung (= 4096 × 4096 Pixel) von links nach rechts logarithmisch von 1 auf 2048 Linienpaare pro Bildbreite. Der Objektkontrast auf der untersten Linie beträgt 100 Prozent und nimmt nach oben linear auf 0 Prozent ab. Die Kurve, bei der der Betrachter gerade noch Helligkeitsunterschiede wahrnehmen kann, wird durch die Kontrastempfindlichkeitsfunktion beschrieben (CSF = Contrast Sensitivity Function). Das menschliche Auge ist bei rund 200 Linienpaare pro Bildbreite am empfindlichsten.

Für den Vergleich der Modulationen (des Kontrastes) können verschiedene Objektmodulationen (= Kurvenverläufe) benutzt werden. Typische Muster sind der eckige Kurvenverlauf und die Sinuskurve. Durch die bildgebenden Systeme wird der gewählte Kurvenverlauf immer geändert.
Andere Messvariationen berücksichtigen weitere Parameter.

## Anwendungen
In der Röntgendiagnostik muss die MÜF für die bildgebenden Systeme regelmäßig geprüft werden. Kenngrößen sind die Grenzauflösung (Ortsfrequenz, bei der die Modulation unter 2 % sinkt) und die charakteristische Modulation (Modulation in Prozent bei der Ortsfrequenz 1 Linienpaar/mm).
Bei der Entwicklung von Linsensystemen oder Optiken ist die Berechnung und Optimierung der optischen Übertragungsfunktion essentiell und entscheidet über die Güte des Gerätes. Zur Vereinfachung dieser Entwicklungsarbeiten wird die MÜF meistens nicht mehr experimentell, sondern per Computermodell berechnet. Da es sich bei MÜF um idealisierte Werte handelt, tut das dem Grundprinzip – ein Vergleichswert zu sein – keinen Abbruch.
Professionelle Kameras verfügen über aufwendige Linsensysteme, um bei hoher Lichtausbeute möglichst geringe Abbildungsfehler zu erzeugen, was mit der MÜF spezifiziert werden kann. Hat zum Beispiel das Objektiv einen sehr starken Abfall zu hohen Frequenzen hin (ähnlich dem Muster in der oberen Grafik), dann hilft es nicht, die Auflösung des Detektors zu steigern, um eine bessere Auflösung zu erreichen.
Bei der Internetrecherche zu MÜF-Werten empfiehlt sich das Stichwort „Datenblatt“ (als zusätzlicher Suchbegriff).

### Hybridbilder

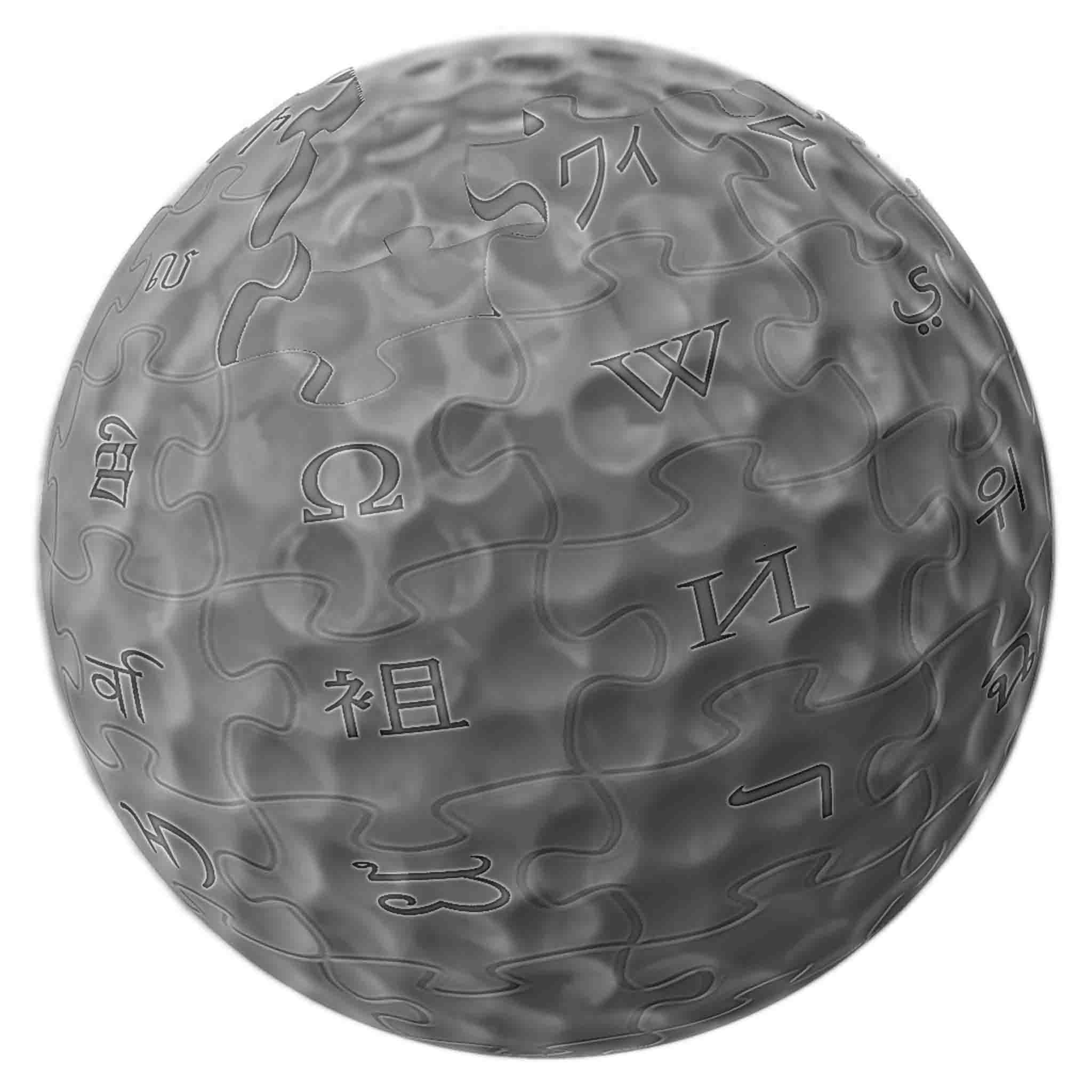
Golfball als Hybridbild

Bei Hybridbildern wird bei der Überlagerung zweier ähnlicher Bilder mit Hilfe der Manipulation der Kontrastübertragungsfunktionen eine optische Täuschung hervorgerufen.

## Normen
- DIN 58185, Optische Übertragungsfunktion
  - Teil 1: Formelzeichen, Begriffe, mathematische Zusammenhänge
  - Teil 2: Gerätegrundlagen
  - Teil 3: Durchführung der Messung
  - Teil 4: Darstellung
- ISO 11421 (1997): Optik und optische Instrumente – Genauigkeit von Messungen der optischen Übertragungsfunktion
- ISO 15529 (2010): Optik und Photonik – Optische Übertragungsfunktion – Messung der Modulationsübertragungsfunktion (MTF) von abtastenden Abbildungssystemen